# Столічка (острів)
Сто́лічка (рос. Столічка) — острів в Північному Льодовитому океані, у складі архіпелагу Земля Франца-Йосифа. Адміністративно відноситься до Приморського району Архангельської області Росії.

## Географія
Острів знаходиться в північній частині архіпелагу, входить до складу Землі Зичі. Розташований біля східного берега острова Паєра, навпроти мису Гострий Нос.
Острів майже не вкритий льодом, має видовжену та вузьку форму. Північний берег пологий, південний, навпаки, — стрімкий. Води навколо острова мілкі та прозорі. Острів приваблює для відпочинку моржів, а ті в свою чергу білих ведмедів.

## Історія
Острів названий на честь австрійського біолога та мандрівника Фердинанда Столічки.